# 包弼德
包弼德 (英語：Peter Kees Bol, 1948年—) 是一位美国历史学家和汉学家。中文名叫包弼德。

## 生平
1980年毕业于普林斯顿大学，主攻唐、宋、元、明朝从7世纪到17世纪的文化精英研究，和柯伟林曾开展大规模开放在线课堂教学，吸引了超过45000名学生参与。
1985年担任哈佛大学副教授，教授。2013年担任哈佛大学副教务长，代表哈佛大学和复旦大学共同构建中国历史地理信息系统以及代表哈佛大学和北京大学及中央研究院历史语言研究所共同构建中国历代人物传记资料库

## 著作
- 《斯文》，江苏人民出版社，2017年9月，ISBN 9787214207333
- 《历史上的理學》，浙江大学出版社，2010年1月，ISBN 9787308072106
- 《宋代研究工具书刊指南》，广西师范大学出版社，2008年3月，ISBN 9787563373734